# Mały John

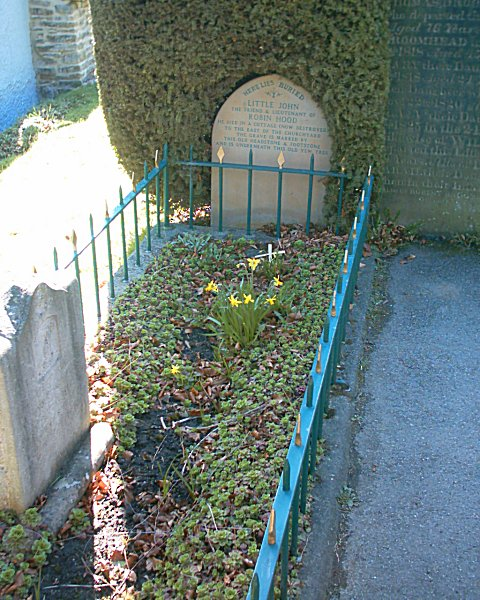
Domniemany grób Małego Johna przy kościele św. Michała w Hathersage

Mały John (ang. Little John) – legendarny towarzysz Robin Hooda, z którym miał się pojedynkować na kije. Wyróżniał się potężną posturą i ogromną siłą fizyczną.